# Trimeresurus gramineus
Trimeresurus gramineus е вид змия от семейство Отровници (Viperidae). Видът не е застрашен от изчезване.

## Разпространение и местообитание
Разпространен е в Индия (Андхра Прадеш, Гоа, Карнатака, Керала, Мадхя Прадеш, Махаращра, Ориса, Тамил Наду и Чхатисгарх).
Обитава гористи местности, хълмове, долини и храсталаци.

## Описание
Продължителността им на живот е около 8,4 години. Популацията на вида е стабилна.